# Evangelische Pfarrkirche (Freisbach)
Die denkmalgeschützte Evangelische Pfarrkirche der Ortsgemeinde Freisbach (Verbandsgemeinde Lingenfeld) befindet sich an der örtlichen Kirchgasse im Kreis Germersheim (Rheinland-Pfalz). Sie ist Teil der gemeinsamen Kirchengemeinde mit Gommersheim und gehört als solche zum Kirchenbezirk Neustadt an der Weinstraße der Evangelischen Landeskirche der Pfalz.

## Beschreibung
Bei dem Kirchengebäude handelt es sich um eine im Jahr 1754 durch den Speyerer Baumeister Johann Georg Hotter erbaute Saalkirche im Stil des Rokoko. Im Westen des dreiseitig geschlossenen Saalbaus befindet sich der Kirchturm, der über eine Zwiebelhaube verfügt. Der Unterbau des Turmes ist am Gewölbeschlussstein des Erdgeschosses mit dem Jahr 1530 bezeichnet und stammt von der spätgotischen Vorgängerkirche. Auch das mit einem reichen Profilrahmen ausgestattete Turmportal zur Empore stammt von der Vorgängerkirche und war vermutlich dessen Außenpforte.

## Geschichte
Es ist belegt, dass Papst Alexander III. im Jahr 1179 dem Kloster Weißenburg eine Kapelle in Frispach mit dem Zehnten bestätigte. Eine Pfarrkirche in Freisbach wird erstmals 1193 erwähnt. Im Jahr 1482 verkaufte das Kloster seine Rechte an das Bistum Speyer. Um 1544 wurde in Freisbach die Reformation eingeführt, sodass dann eine lutherische Pfarrei Erwähnung fand. Die heutige Systematik einer kombinierten Pfarrei mit Gommersheim und Freisbach entstand im Jahr 1567.
Im Zuge des Pfälzischen Erbfolgekriegs wurde die Kirche 1690 durch französische Truppen stark beschädigt. Eine notdürftige Instandsetzung konnte erst 1715–1717 erfolgen. Ein Baugesuch für eine neue Kirche stellte die Gemeinde 1753 an das Speyerer Domkapitel. Im Folgejahr erfolgte der Abbruch der Kirche. Die noch im selben Jahr erbaute heutige Kirche wurde am 1. Dezember 1754 geweiht.

## Ausstattung

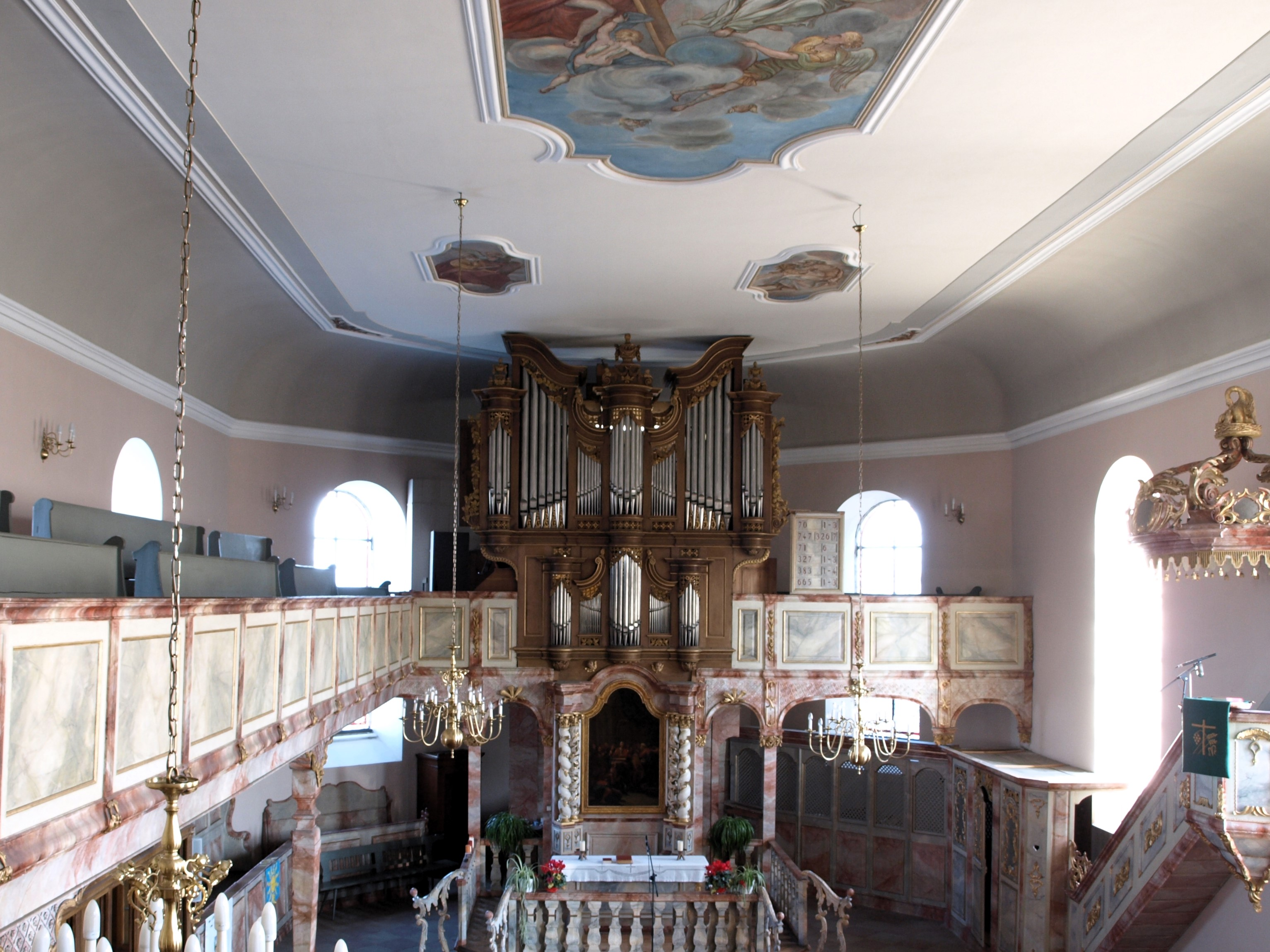
Innenansicht der Kirche mit Blick zur Orgel

Die Innenausstattung der Evangelischen Pfarrkirche wird im Dehio-Handbuch als gut erhalten und ungewöhnlich reich bezeichnet. Sie wurde 1955 und 1956 nach der Freilegung von historischen Resten im Inneren farblich neu gefasst. Die Anordnung von Empore, Kanzel und Altar folgt dem Vorbild der Speyerer Dreifaltigkeitskirche. Der Altarraum und die Kanzel sind mit reichhaltigem Schnitzwerk ausgeführt. Die Bänke sind mit geschnitzten Wangen verziert. Die Türen der Kirche stammen mit ihren Beschlägen und Schlössern aus der Erbauungszeit. Auch das historische Tauf- und Abendmahlsgerät ist noch erhalten und stammt zum Teil aus 1738.
Die Altareinfriedung ist mit graziösen Treppchen an den Ecken umgesetzt. Der in die Ostempore einbezogene Altaraufbau war ursprünglich zweigeschossig. Heute ist nur der untere Teil mit einem Abendmahlsgemälde aus dem Erbauungsjahr 1754 von dem Landauer Maler Georg Menge(r)s erhalten. Der obere Teil verfügte ursprünglich über ein Gemälde der Taufe Christi des gleichen Malers, das sich heute über dem Westeingang der Kirche befindet. Dieser Teil musste beim Einbau der Orgel abgenommen werden.

## Orgel

### Heutige Orgel

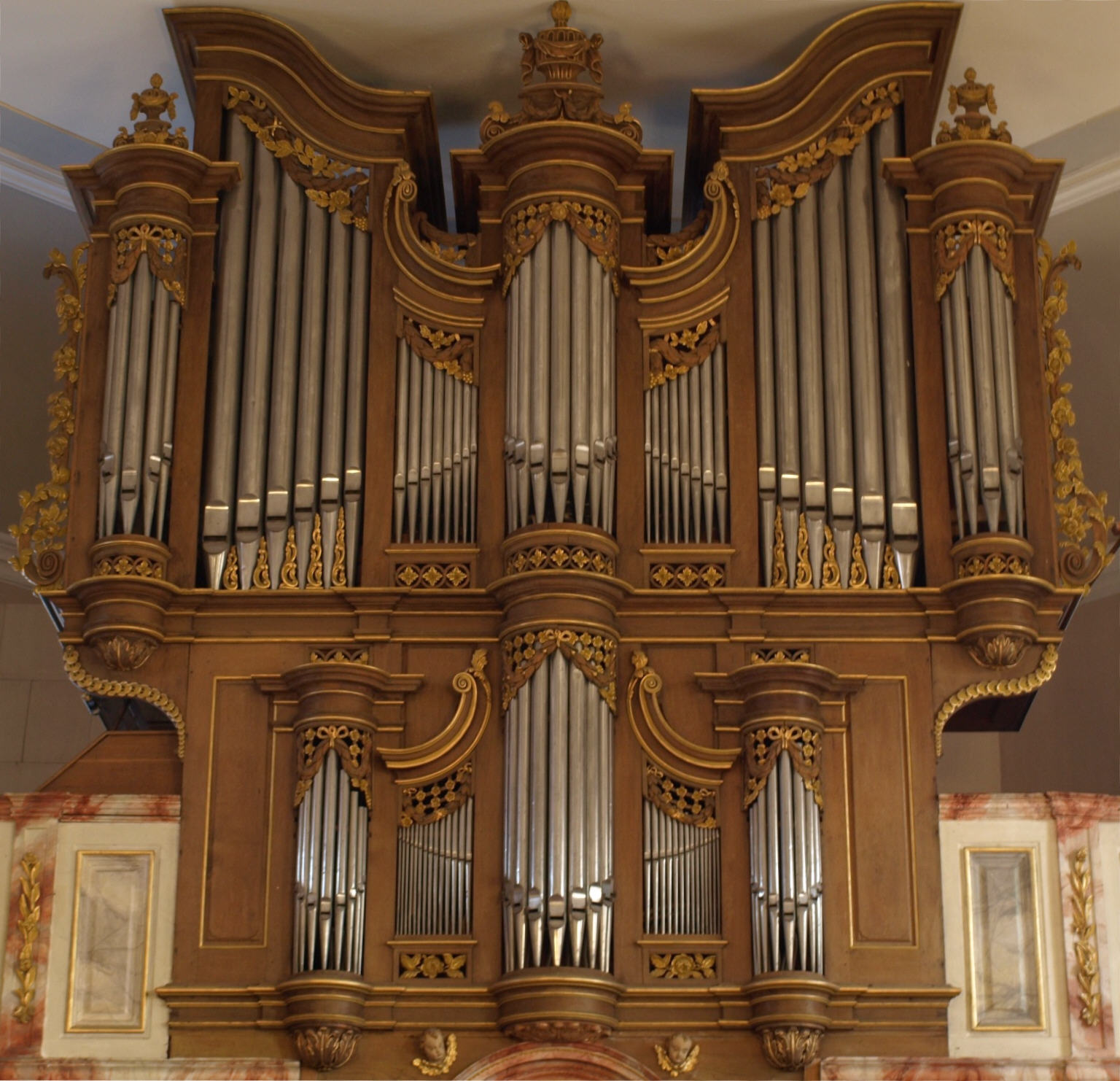
Frontalansicht der Orgel

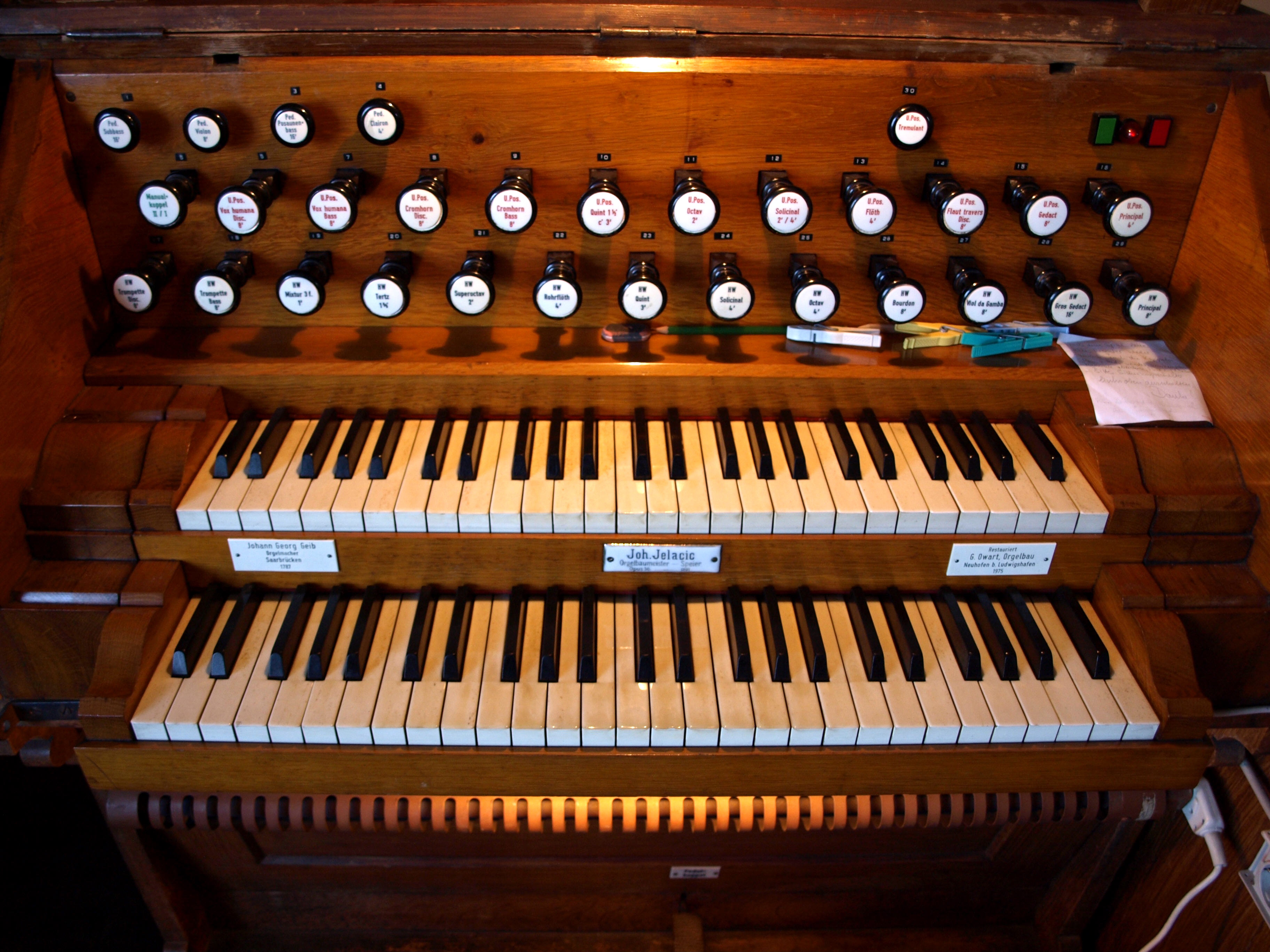
Jelaćić-Spieltisch

Die Brüstungsorgel verfügt über 25 Register auf zwei Manualen und Pedal. Sie wurde 1788 durch Johann Georg Geib (Saarbrücken) fertiggestellt. Matthias Thömmes bezeichnet das Instrument als für die damaligen Verhältnisse einer Dorfkirche ungewöhnlich reich besetzt.
Am 28. Juli 1784 schloss der Ortsherr, Graf von Degenfeld-Schomburg, mit Geib einen Kaufvertrag über 2.000 Gulden (fl.), wobei der Endpreis später auf 3.000 fl. anstieg. Der Organist der lutherischen Gemeinde Mannheim, L. Schultze, wurde zur Aufstellung der Disposition beratend hinzugezogen. Dieser setzte den Einbau eines Clairon 4′ im Pedal durch, dem Geib ablehnend gegenüberstand. Er hätte lieber ein Offen-Baß 4′ eingebaut, da man in diesem Werk genug Zungenregister habe. Im Zuge der Revolutionskriege sollte die Orgel im Jahr 1793 durch französische Truppen profaniert werden. Dies konnte jedoch durch Schuldiener Hessert abgewendet werden, der sie durch sein Vorspielen vom Gegenteil überzeugte.
Das Instrument wurde 1800 und 1809 von Geib repariert. 1860 führte Walcker (Ludwigsburg) nach einer Inspektion 1858 Reparaturen durch und nahm geringfügige Umdisponierungen vor. Das Clairon 4′ wurde durch ein Violoncello 8′ und das Salicional 8′ durch ein Vox humana 8′ ersetzt.
Wegen Zinnfraßbefalls wurden Teile des Pfeifenwerks 1886 oder 1891 von Johann Jelaćić (Speyer) durch romantische Register ersetzt. Zudem nahm dieser einen technischen Umbau vor und verbaute u. a. den heutigen Spieltisch. Poppe (Offenbach) verbaute 1939 einen elektrischen Gebläsemotor. Im Jahr 1975 restaurierte Werner Owart (Neuhofen) das Instrument und stellte mit dem vorhandenen Pfeifenmaterial die Ursprungsdisposition wieder her. Die originalen Windladen Geibs konnte er nach Überarbeitungen wiederverwenden. Der Jelaćić-Spieltisch wurde aus Kostengründen beibehalten.
Die heutige Disposition lautet:
| I Hauptwerk C–f3 |         |
| Gros Gedact      | 16′     |
| Principal        | 08′     |
| Bourdon          | 08′     |
| Viol da Gamba    | 08′     |
| Octav            | 04′     |
| Rohrflöth        | 04′     |
| Solicional       | 04′     |
| Quint            | 03′     |
| Superoctav       | 02′     |
| Tertz            | 01 3⁄5′ |
| Mixtur III       | 01′     |
| Trompette        | 08′     |

| II Unterwerk C–f3 |       |
| Gedact            | 8′    |
| Flaut travers     | 8′    |
| Principal         | 4′    |
| Flöth             | 4′    |
| Octav             | 2′    |
| Solicional        | 2′    |
| Quint             | 1 ⁄2′ |
| Cromhorn          | 8′    |
| Vox humana        | 8′    |
| Tremulant         |       |

| Pedal C–d1 |     |
| Subbass    | 16′ |
| Violon     | 08′ |
| Posaune    | 16′ |
| Clairon    | 04′ |

Anmerkungen
1. 1 2 3  B/D
2. ↑  D

Die Spiel- und Registertraktur sind mechanisch. Die Windladen sind als Schleifladen ausgeführt.
- Koppeln: II/I, I/P

### Vorgängerorgel
Ihre erste Orgel erhielt die lutherische Kirche in Freisbach im Jahr 1729. Sie wurde von Johann Friedrich Alffermann (Landau) gebaut und nach dem Kirchenneubau 1754 von Johann Carl Baumann (Annweiler) wieder aufgestellt.